# ボホル
ボホル（Bohol）はソマリア/ソマリランドのスール州、フドゥン地区 にある町。フドゥンの北西にあり、道路でつながっている。フドゥン地区ではフドゥンに次いで大きい。

## 概要
ボホルはダラーウェインとフドゥンの間に位置する。
2013年10月、チャツモ国の軍とソマリランド軍とが戦闘となり、サード・ヨーニス氏族出身の地方議員5名がボホルから追放された。
2013年12月、ボホルを含めたフドゥン地区一帯に大規模な下痢症状が発生した。
2016年11月、ソマリランドのシランヨ大統領がボホルを経由してエル・アフウェインを訪問。フドゥン地区を訪れた初めてのソマリランド大統領となった。

## 住民
ボホルは小さな町だが、周辺のCeel La Helay, Sabawanaag, God Gheere, Docolahaと合わせた人口は5300人である。人口は急増している。
住民のほとんどはソマリ人であり、イサックのサード・ヨーニス氏族である。